# Amembranaster dimidatius
Amembranaster dimidatius is een zeester uit de familie Pterasteridae.
De wetenschappelijke naam van de soort werd in 1998 gepubliceerd door Golotsvan.